# Afderà
L'Afderà o Afrera és un volcà d'Etiòpia situat al sud de la regió Àfar, entre els volcans Erta Ale al nord-nord-oest, Tat Ali al nord-est i Alayta al sud-oest, ben a prop del llac salat Afdera.

## Geografia
És un estratovolcà cònic, amb pendents regulars, que culmina a 1.295 msnm i és acompanyat d'uns quants doms de lava en la seva base sud. Les seves roques són principalment riolítiques i només uns pocs cons han emès basalts.

## Història
La seva història eruptiva continua sent molt desconeguda. Durant molts anys se li van atribuir dues erupcions contemporànies, el 1907 i el 1915. Haroun Tazieff, que va visitar el volcà a mitjans dels anys seixanta, va descartar aquesta possibilitat i defensà que el volcà no havia tingut cap erupció des de feia molts segles, si no mil·lennis.